# Interpublic Group of Companies
Interpublic Group of Companies (IPG) ist eine US-amerikanische Gruppe von Werbeagenturen. Das Unternehmen ist im Aktienindex S&P 500 an der New Yorker Börse gelistet und hat seinen Sitz in New York City.

## Geschichte
IPG wurde 1960 als Holding gegründet. Ihre Geschichte geht zurück auf die beiden New Yorker Werbeagenturen The Erickson Company (gegründet 1902) und The H. K. McCann Company von 1912, die 1930 zu McCann Erickson zusammengeschlossen wurden.
International agierende Werbeunternehmen in der Holding sind zum Beispiel die 1873 als Lord & Thomas gegründete Agentur FCB sowie Weber Shandwick.
Zu den Hauptkonkurrenten der Gruppe gehören WPP, Omnicom, Publicis, Havas und Dentsū.
Im Dezember 2024 wurde die geplante Akquisition von Interpublic durch Omnicom bekanntgegeben.

## Weitere Tochterfirmen
Die 1983 gegründete Agentur Octagon hat 900 Mitarbeiter an 68 Standorten in 22 Ländern und vertritt Kunden wie Großunternehmen wie z. B. Mastercard, Siemens und die AB InBev sowie bekannte Persönlichkeiten wie z. B. Stephen Curry, Mark Webber, Daniel Sturridge und Michael Phelps.
Weitere IPG-Töchter sind etwa:
- abece
- The Axis Agency
- accentmarketing
- Adair-Greene
- Tierney Communications
- Deutsch Inc.
- Golin Harris International, erworben 1999
- Gotham, Inc
- Graphic Orb
- Hill Holliday
- Initiative Worldwide
- Jack Morton Worldwide
- Lowe Worldwide
- Momentum Worldwide
- Mullen Advertising
- MWW Group
- PMK/HBH
- R/GA
- Reprise Digital
- The Martin Agency
- Universal McCann
- Universal McCann Interactive